# Helioraphidae
 (mars 2022).
Famille
Les Helioraphidae sont une famille d'algues de l'embranchement des Ochrophyta  de la classe des Raphidophyceae et de l’ordre des  Actinophryida.

## Étymologie
Le nom vient du genre type Heliorapha, dérivé du grec ηλιος / helios, « soleil », et ῥαφη / raphé, « couture ».

## Liste des genres
Selon AlgaeBase (23 mars 2022) :
- Heliorapha Cavalier-Smith, 2013